# São Matias (Beja)
São Matias é uma povoação portuguesa sede da Freguesia de São Matias do Município de Beja, freguesia com 70,23 km² de área e 513 habitantes (censo de 2021), tendo, por isso, uma densidade populacional de 7,3 hab./km².

## Demografia
Nota: Nos anos de 1911 a 1930 integrou a freguesia de São Brissos. Pelo decreto lei n.º 27.424, de 31/12/1936, esta freguesia foi desanexada, constituindo uma freguesia autónoma.
A população registada nos censos foi:
| Distribuição da População por Grupos Etários | Distribuição da População por Grupos Etários | Distribuição da População por Grupos Etários | Distribuição da População por Grupos Etários | Distribuição da População por Grupos Etários |
| -------------------------------------------- | -------------------------------------------- | -------------------------------------------- | -------------------------------------------- | -------------------------------------------- |
| Ano                                          | 0-14 Anos                                    | 15-24 Anos                                   | 25-64 Anos                                   | > 65 Anos                                    |
| 2001                                         | 101                                          | 81                                           | 321                                          | 151                                          |
| 2011                                         | 83                                           | 61                                           | 295                                          | 130                                          |
| 2021                                         | 78                                           | 52                                           | 272                                          | 111                                          |